# John Dryden
John Dryden (n. 9 august 1631 - d. 12 mai 1700) a fost un poet, dramaturg și critic literar englez, reprezentant al clasicismului, considerat părintele criticii literare engleze. Walter Scott l-a numit „Glorious John” („Gloriosul John”).

## Opera
- 1663: Rivalele ("Rival Ladies");
- 1664: Regina indienilor ("The Indian Queen");
- 1667: Eseu asupra poeziei dramatice ("Essay of Dramatic Poetry");
- 1670: Dragoste tiranică ("Tyrannic Love");
- 1672: Căsătorie la modă ("Marriage A-la-Mode"), comedie care inaugurează în Anglia comedia de moravuri;
- 1677: Totul pentru dragoste ("All for Love");
- 1681/1682: Absalom și Achitophel ("Absalom and Achitophel");
- 1682: Medalia ("The Medal");
- 1682: Mac Flecknoe;
- 1683: Religio laici;
- 1689: Don Sebastian;
- 1689: Cleomenes;
- 1700: Odă de ziua Sfintei Cecilia ("Ode on St. Cecily's Day");
- 1700: Sarbătoarea lui Alexandru ("Alexander's Feast").

Dryden a tradus din Eneida lui Virgiliu.